# 網政廿一
網政廿一是香港的一個已停止運作的新興政治團體，以網民為主。在2003年七一遊行後，一群網民有見於互聯網對政治影響的驚人潛力，決定成立民主自治的「反廿三新聞組」，其後發展為獨立組織「網．政．廿一」，成為全香港第一個網民自治社區，主要透過新聞組來達成網民之間的互動，藉以在現實世界／網上世界開拓議政空間及發掘政治議題，促進市民議政氣氛。
反廿三新聞組組聞認為，「網民民主運動」如同各種民主運動一樣，其動力和資源均來自群眾，同時亦包容了群眾思想和表達方式的多元性。為此，他們為「網民民主運動」訂立了以下三點原則：
1. 新聞組由網民集體擁有，並進行民主管理。
2. 新聞組絕不附屬於任何政權、組織、財團或個別人士。
3. 新聞組堅守言論自由的原則，包容各種討論時事的言論。

2007年8月，網政廿一停止伺服器服務。

## 外部連結
- 網政廿一網址
- 網政廿一在明報的報導
- inMedia 關於網政廿一的報導
- 明報校園記者關於網政廿一的訪問[永久]